# 或爾斯特
或爾斯特（德語：Holste），德國下薩克森奧斯特霍爾茨縣汉伯根联合市的一个市镇，人口約1,400人。境內有連接不来梅-不来梅港-库克斯港的铁路线以及27號聯邦高速公路。